# Tracey Hannah
Tracey Hannah (* 13. Juni 1988 in Cairns) ist eine australische Mountainbikerin, die sich auf die Disziplin Downhill spezialisiert hat.

## Sportlicher Werdegang
Mit dem Radsport begann Hannah beim BMX. Zum Mountainbikesport kam sie durch ihren Bruder Mick. Im Alter von 13 Jahren begann sie mit dem Downhill, mit 14 nahm sie erstmals an den nationalen Meisterschaften teil und wurde Zweite. 2004 wurde sie erstmals australische Meisterin im Downhill, es folgten bisher neun weitere Titel.
Im Jahr 2006 wurde sie bei den UCI-Mountainbike-Weltmeisterschaften Junioren-Weltmeisterin. Ein Jahr später gewann sie ihr erstes Rennen im UCI-Mountainbike-Weltcup und die Bronzemedaille bei den Weltmeisterschaften in der Elite. Da sie die Kosten für die Rennen in Übersee nicht tragen konnte, zog sie sich jedoch aus dem Weltcup zurück, um in einer Mine zu arbeiten und nur noch bei nationalen Rennen zu starten.
Zur Saison 2012 erhielt ihr Bruder Mick einen Vertrag beim Team Hutchinson United Ride. Spontan wurde auch Hannah unter Vertrag genommen, um zusammen mit ihrem Bruder im Weltcup zu starten. Direkt nach ihrer Rückkehr gewann sie das erste Weltcup-Rennen der Saison in Pietermaritzburg. Beim sechsten Rennen der Saison stürzte sie jedoch schwer, so dass sie die Saison nicht zu Ende fahren konnte.
Durch weitere Stürze und Verletzungen wurde Hannah immer wieder zurückgeworfen, so dass sie erst im Jahr 2017 das nächste Weltcup-Rennen gewinnen konnte. Dabei gelang es ihr, die Erfolgsserie von Rachel Atherton zu brechen, die seit 2015 in 14 Weltcup-Rennen in Folge ungeschlagen blieb. Ihr emotional wichtigster Erfolg bei Titelkämpfen war der Gewinn der Bronzemedaille bei den Weltmeisterschaften 2017 in ihrer Heimatstadt Cairns. Ihren sportlich größten Erfolg erzielte sie in der Saison 2019, als sie bei sieben von acht Rennen auf dem Podium stand und die Weltcup-Gesamtwertung knapp vor Marine Cabirou gewinnen konnte.
Am Ende der Saison 2020 erklärte Hannah ihren Rückzug aus dem Weltcup. Sie macht eine Ausbildung als Trainerin, im Downhill wird sie außerhalb des Weltcups weiter an den Start gehen, insbesondere bei Rennen, wo der Spaß und der Kontakt zu anderen Sportlern und Zuschauern mehr im Vordergrund stehen.

## Familie
Ihr ältester Bruder Michael "Mick" Hannah ist ebenso professioneller Mountainbiker und im Downhill aktiv.

## Ehrungen
- Australian Junior Female MTB of the Year (2004, 2005, 2006)
- Australian Female MTB of the Year (2007)

## Erfolge
| 2004 - Australische Meisterin – Downhill 2005 - Australische Meisterin – Downhill 2006 - Weltmeisterin (Junioren) – Downhill - Ozeanien-Meisterschaften – Downhill - Australische Meisterin – Downhill 2007 - Weltmeisterschaften – Downhill - Ozeanien-Meisterschaften – Downhill - ein Weltcup-Erfolg – Downhill | 2008 - Australische Meisterin – Downhill 2012 - ein Weltcup-Erfolg – Downhill 2013 - Weltmeisterschaften – Downhill - Australische Meisterin – Downhill 2014 - Australische Meisterin – Downhill 2015 - Weltmeisterschaften – Downhill - Australische Meisterin – Downhill | 2016 - Australische Meisterin – Downhill 2017 - Weltmeisterschaften – Downhill - ein Weltcup-Erfolg – Downhill 2018 - Australische Meisterin – Downhill 2019 - Australische Meisterin – Downhill - zwei Weltcup-Erfolge – Downhill - Gesamtwertung UCI-MTB-Weltcup – Downhill |